# Veiled in Scarlet
Veiled in Scarlet（ヴェールド・イン・スカーレット）は、日本のメロディックデスメタルバンド。元SERPENTのKeijaによって立ち上げられた。

## 略歴
メロディックデスメタルバンド・SERPENTの中心人物として活動していたKeija（Ds、Key）は、ヘルニアによる腰痛が原因で2008年11月に脱退した。SERPENTからは同時に、ギタリストで後にVeiled in Scarletに加入するHirokiも脱退している。脱退後、Keijaはヘルニアのためバンド活動を再開できない状態が続いた。
2010年、Keijaの新バンドとしてVeiled in Scarletが発足。しばらくしてメンバーの拡充が行われ、Keija (Ds、Key)、Hiroki (G)、Syo (G)、Shun (Vo）の4名体制となり、ベーシストは不在のまま活動を継続する。
2011年11月、Black-listed Recordsと契約。
2012年3月に1stアルバム『Idealism』をリリース。リリース後に、スケジュールの都合で活動困難となったボーカリストのShunが脱退。ライヴ時のサポートメンバーに、AFTER ZERO・THOUSAND EYESで活動する窪田道元 (Dougen) (Vo)と、SERPENTでKeija、Hirokiと活動を共にしたHiro (B)が参加することになる。その後もライヴ活動を継続しているが、正式なボーカリストとベーシストは不在のままであった。
2014年12月、バンド結成時から正式メンバーの居なかったベーシストとして女性ベーシストのEN (B)が加入。
2015年1月末に1stシングル『The Underworld』をリリース。同シングルは、ゲストボーカルにBleed OutのShinを迎えて作成された。6月より2ndアルバムの作成に取り掛かるが、7月4日に突如HirokiとENの脱退が決まる。脱退の原因は方向性の違いが原因であった。KeijaとSyoの共通の友人の紹介で、MiKu (Vo)が加入。また、過去のライヴで共演したことのあるVALTHUSやANCIENT MYTHのギタリスト、Izo (G)が加入。結局ベーシストについては加入が無かったものの、VALTHUSでIzoの同僚のSatoshiがゲスト参加して2ndアルバムの制作が続けられた。
2016年4月、日本の新興レーベル、Walküre Recordsから2ndアルバム『Reborn』をリリース。。Satoshiはこれまで5弦ベースを演奏したことが無かったものの、このアルバム作成のために習得し、レコーディングに参加した。8月には、5月から体調不良を理由に活動休止状態だったボーカリストのMiKuが脱退した。バンドは、ボーカリストの募集をすると同時にサポートボーカリストを起用して活動を継続するとしている。
11月1日、これまでサポートメンバーであったSatoshi (B)の正式加入と、Syo (G)の脱退を発表。Syoの脱退理由は「家庭事情/個人的な生活環境の変化」としている。バンドとしては、サポートギターを加えての活動を表明した。その後、サポートギタリストとして、Grand Finaleで活動するTatsukiがサポート参加することも発表された。
12月に1stミニ・アルバム『Lament』をリリース。ボーカルには、1stシングル『The Underworld』でもボーカルを務めたShinが参加した。
2018年9月、これまでサポートメンバーとしてライブに参加していたShin (Vo)が正式メンバーとして加入することが発表された。同年11月に3rdアルバム『Atonement』をリリース。
2019年10月29日、ベーシストのSatoshiが脳出血で倒れ、病院に搬送された。手術の結果、一命を取り留めたものの左半身麻痺と軽度の意識障害が残っており、年末に予定されていたライブにはサポートベーシストを起用することとなった。
2022年5月、SERPENTの楽曲のリレコーディングアルバム『Reincarnation』をリリース。Satoshiについては、バンドメンバーとしてクレジットはされたものの、脳出血の後遺症により、本アルバムには不参加となり、ベースはドラマーのKeijaが兼任した。同月下旬には、ギタリストのIzoが自身の音楽活動を優先するために脱退した。

## メンバー

### 現メンバー
- Shin - ボーカル

元々、1stシングル『The Underworld』、1stミニ・アルバム『Lament』にサポート参加。ライブにもサポートとして何度も参加していたが、2018年9月に正式にバンドに加入した。
- Satoshi - ベース

元々サポートを務めていたが、2016年11月1日に正式メンバーとして加入した。2019年10月29日に脳出血で倒れた。一命はとりとめたもののその後のライヴ、アルバムには不参加の状態となっている。
VALTHUSで活動。
- Keija - ドラムス、キーボード、ベース

SERPENTでも活動。Satoshiが脳出血に倒れた後のアルバムでは、ベースも兼任している。

### 旧メンバー
- Shun - ボーカル
- MiKu - ボーカル
- Hiroki - ギター

SERPENT、Quiet Revolutionでも活動。
- Syo - ギター

Quiet Revolutionでも活動。
- Izo - ギター

ANCIENT MYTH、VALTHUS、ソロ名義でも活動。
- EN - ベース

### サポートメンバー
- 窪田道元 (Dougen) - ボーカル

Shun脱退後のライヴに参加。
AFTER ZERO、THOUSAND EYESで活動。
- Shin - ボーカル

1stシングル『The Underworld』に参加。『Reborn』発売に伴うツアーにもサポート参加していた。1stミニ・アルバム『Lament』にもサポート参加。その後、2018年9月に正式にバンドに加入した。
- Ken - ボーカル

SERPENTでも活動。『Reborn』発売に伴うツアーにサポート参加。
- Kiske - ボーカル

DeGrace、No Limited Spiralでも活動。『Reborn』発売に伴うツアーにサポート参加。
- Tatsuki - ギター

Grand Finaleで活動。Syo脱退後のライヴにサポート参加。
- Hiro - ベース

ライヴに参加。
SERPENTで活動。
- EN - ベース

ライヴに参加。後に正式メンバーとして加入し、脱退。
- Satoshi - ベース

2ndアルバム『Reborn』でベースを担当。『Reborn』発売に伴うツアーにもサポート参加していた。2016年11月1日、正式メンバーとして加入した。
- Sakathan - ベース

Jormungand、Eizo Sakamotoなどで活動。2019年年末のライブに参加予定。
- hama〜 - ベース

2019年年末のライブに参加予定。

## ディスコグラフィ
- Idealism (1st Album、2012)
- The Underworld (1st Single、2015)
- Reborn (2nd Album、2016)
- Lament (Mini Album、2016)
- Atonement (3rd Album、2018)
- Reincarnation (Re-Recording Album, 2022)